# 劉紹春
劉紹春（？—？），清朝官員，本籍閩縣。

## 生平
刘绍春於1843年上任淡水廳大甲中軍守備，為台灣清治時期的地方官員，該官職主要從事大甲地區武職事務，品等不高，只為正七品以下。
1848年劉紹春擔任竹塹北路右營游擊，1853年任噶瑪蘭營都司，但因噶瑪蘭地方民亂，導致臺灣府撫民理番通判董正官被殺，遂被革職。
| 官衔          | 官衔                      | 官衔          |
| ------------- | ------------------------- | ------------- |
| 前任： 湯得陞 | 淡水廳大甲守備 1843年上任 | 繼任： 曾廷亮 |